# Macrosiphum clydesmithi
Macrosiphum clydesmithi är en insektsart. Macrosiphum clydesmithi ingår i släktet Macrosiphum och familjen långrörsbladlöss. Inga underarter finns listade i Catalogue of Life.